# لوبياء مطمورة
لوبياء مطمورة (الاسم العلمي: Vigna subterranea) (بالإنجليزية: ground-bean)‏ هي نوع من النباتات يتبع جنس اللوبياء من الفصيلة البقولية.